# Freilichtmuseum Zeitsprung
Das Freilichtmuseum Zeitsprung ist ein geologisch-paläontologisches Museum in Klinge im Landkreis Spree-Neiße (Brandenburg). Es befindet sich auf einem ehemaligen Ausgrabungsgelände in der Nähe des in Flutung befindlichen Klinger Sees. Im Mittelpunkt der Ausstellung stehen Flora und Fauna der Eem-Warmzeit.

## Beschreibung

### Das Eem-Vorkommen von Klinge
Am Ende der Saale-Kaltzeit vor ca. 128.000 Jahren entstanden im Gebiet zwischen den heutigen Städten Forst und Cottbus eine Reihe kleiner Seen, die bis zum Beginn der vor ca. 115.000 Jahren beginnenden Weichsel-Kaltzeit bestehen blieben. Im Eem-Geotop von Klinge ist die Schichtenfolge aus Bändertonen, Tonen, Mudden und Torfen eines während der Eem-Warmzeit verlandenden Sees aufgeschlossen.
In den Tongruben wurden ab 1891 zahlreiche fossile Tier- und Pflanzenfunde gemacht, die vor allem von Alfred Nehring wissenschaftlich untersucht wurden. 1903 stießen Arbeiter in der Grube Grosche auf Knochenreste des Mammuts von Klinge, des ersten in Deutschland gefundenen, fast vollständigen Skeletts eines Wollhaarmammuts. Als am Ende der 1970er Jahre die inzwischen mit Wasser gefüllten ehemaligen Tongruben durch die Grundwasserabsenkung für den Tagebau Jänschwalde trockenfielen, wurde erkannt, dass ein Teil der Klinger Schichten erhalten geblieben war.
Von 1988 bis 2003 führte das damalige Museum für Natur und Umwelt Cottbus Ausgrabungen durch, die eine reichhaltige Tier- und Pflanzenwelt zutage brachten. Die Liste der in Klinge gefundenen Wirbeltiere enthält den Elch, den Rothirsch, den Riesenhirsch, das Wildrind, das Rentier, das Wildpferd, das Wollhaarnashorn, das Wollhaarmammut, den Rotfuchs, den Wolf, den Biber, die Schermaus, die Sumpfschildkröte, den Hecht, den Flussbarsch, die Plötze, die Ukelei, die Karausche und den Schlei. Darüber hinaus konnten fast 100 Pflanzenarten nachgewiesen werden.

### Das Museum
Ein Teil des Ausgrabungsgeländes wurde im Jahr 2000 unter Naturschutz gestellt. In den Jahren 2007 und 2008 entstand aus Mitteln des Europäischen Fonds für regionale Entwicklung und aus Eigenmitteln der Gemeinde Wiesengrund das Freilichtmuseum Zeitsprung. Es wurde am 17. Mai 2008 eröffnet.
Das Museumsareal grenzt unmittelbar an den entstehenden Klinger See. Das einzige Gebäude ist ein moderner Kuppelbau, in dem das Modell einer Mammutkuh mit Kalb untergebracht ist. Des Weiteren findet der Besucher hier Informationen zu den Grabungen des Cottbuser Museums für Natur und Umwelt sowie zu den Tonvorkommen bei Klinge und zur Geschichte ihrer wissenschaftlichen Erforschung. Im Zentrum des Freilichtbereichs befindet sich ein Feuchtbiotop. Ein Erlebnispfad ist gesäumt von Nachbildungen eines Riesenhirsches, eines Wollhaarnashorns und zweier Grauwölfe in Originalgröße. Zahlreiche Schautafeln vermitteln Informationen zu den geologischen Besonderheiten des Geländes und zu Flora und Fauna des Pleistozäns. Eine Besonderheit ist der begehbare 3 Meter hohe und mehr als 20 Meter lange Geländeaufschluss. An der bilderbuchmäßigen Schichtenfolge lässt sich die Entwicklung eines eiszeitlichen Sees nachvollziehen. Das parkähnliche Gelände verfügt über zahlreiche Bänke und einen Picknickplatz direkt am Klinger See.
Das Museum ist vom 1. März bis 31. Oktober täglich von 9 bis 18 Uhr geöffnet. Ein Eintrittsgeld wird nicht erhoben.

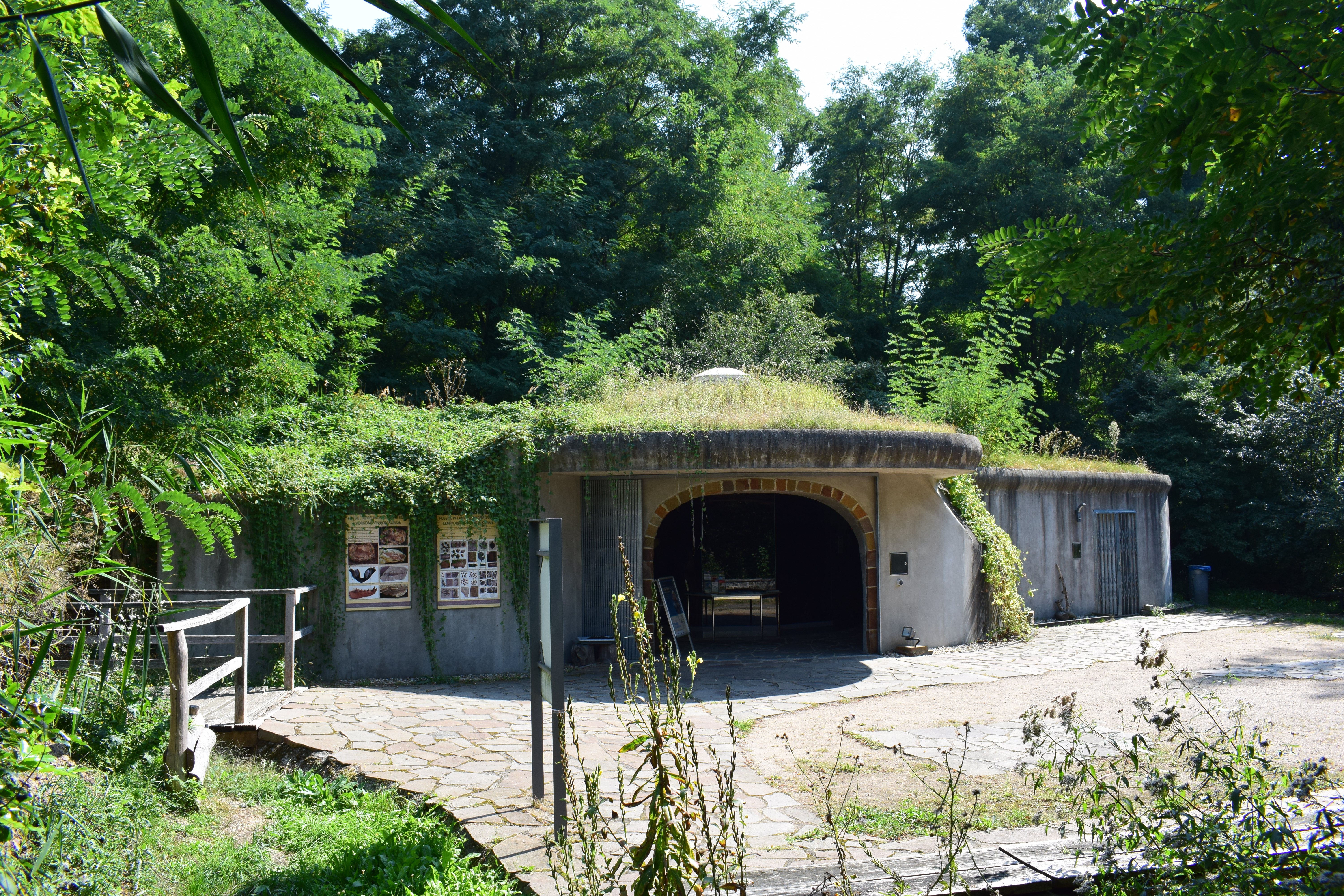
Kuppelbau
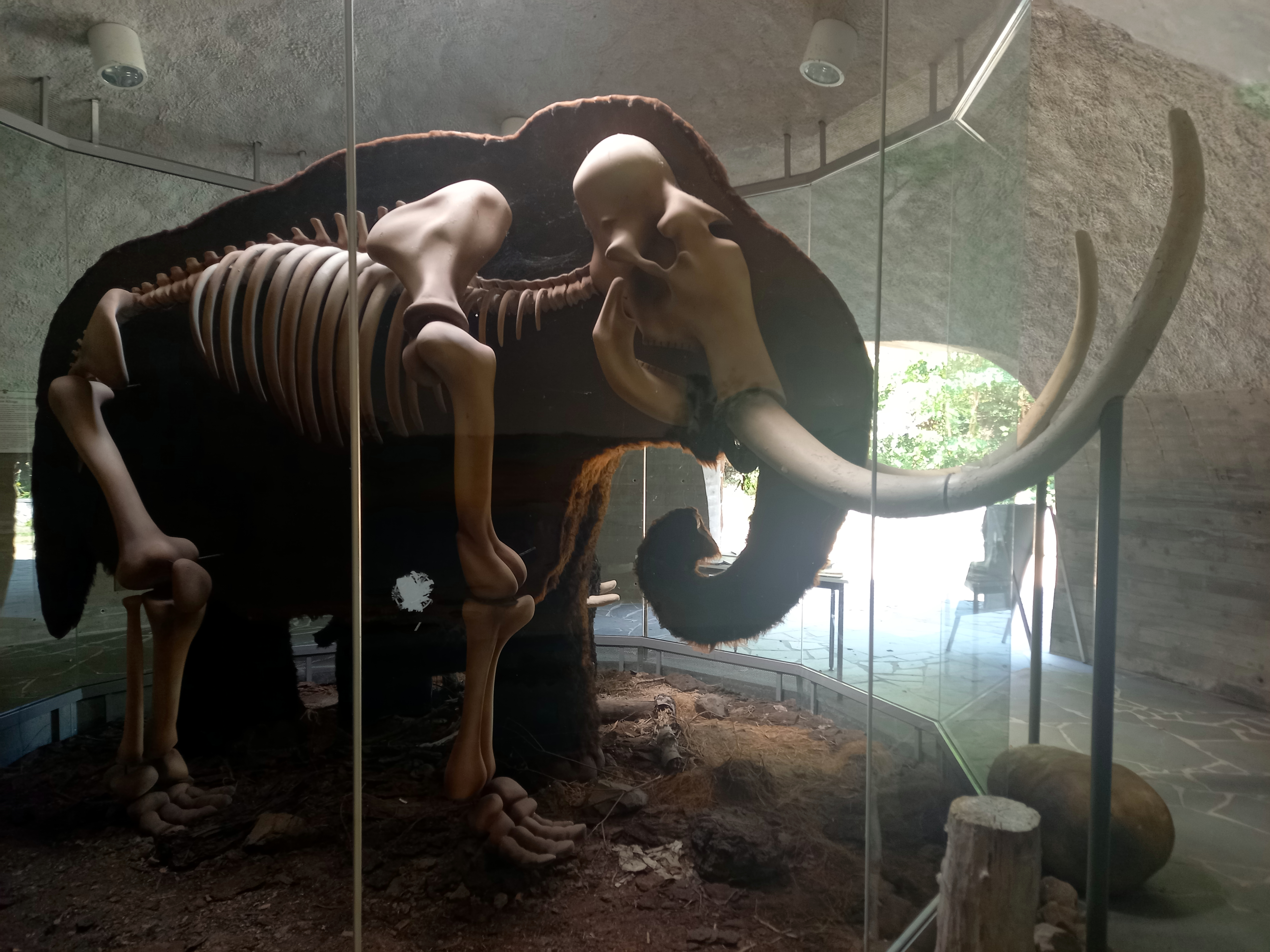
Wollhaarmammut
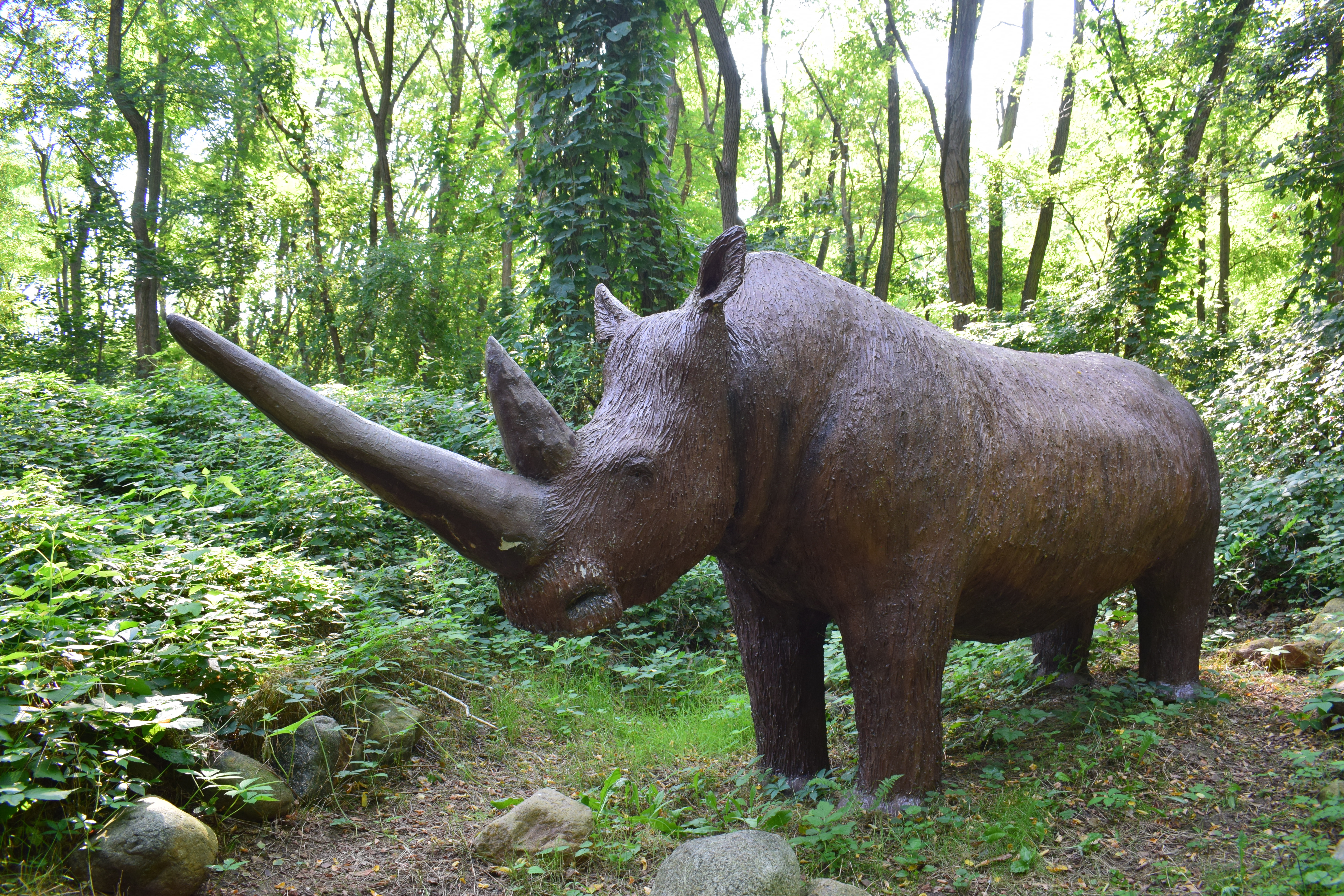
Wollhaarnashorn
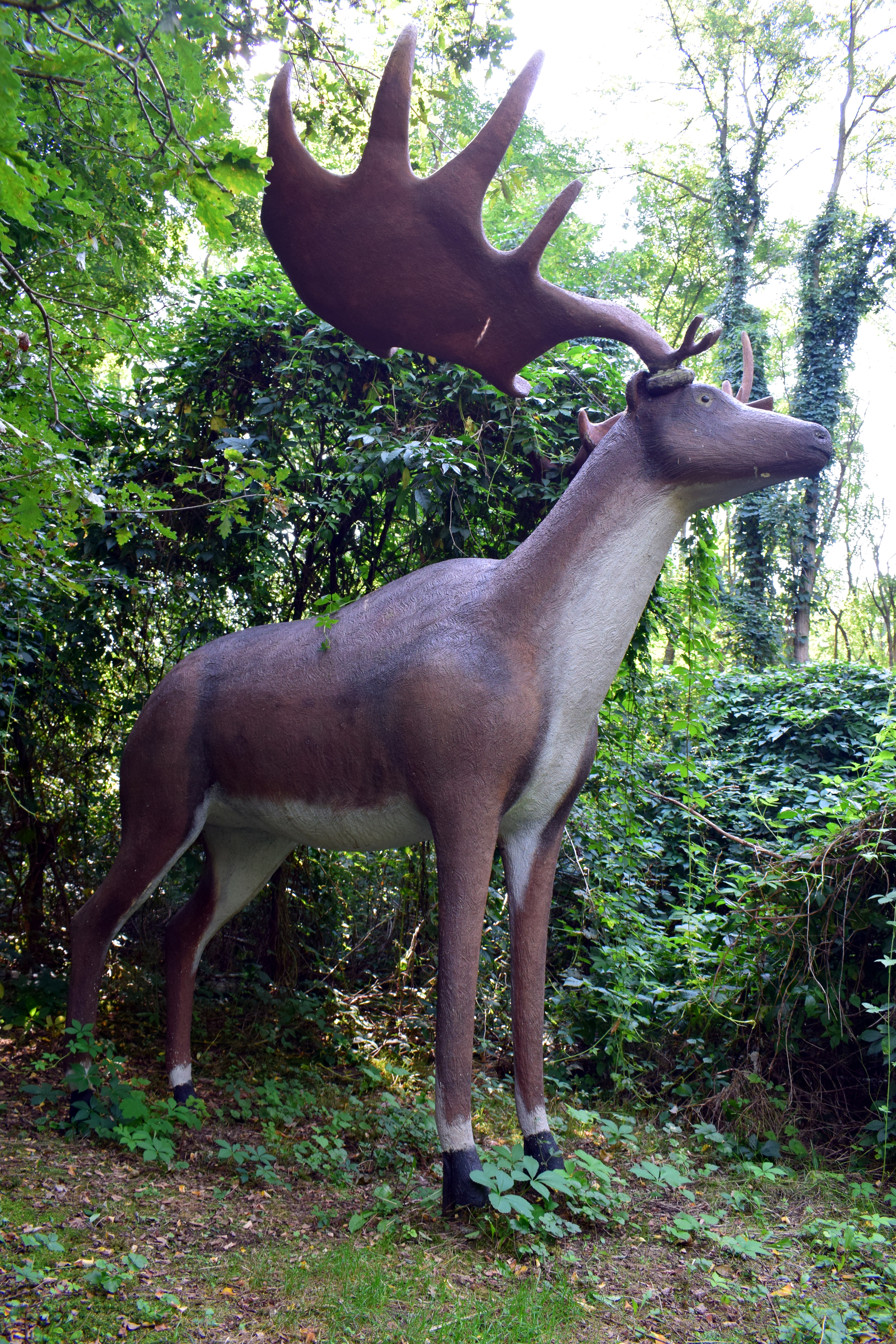
Riesenhirsch
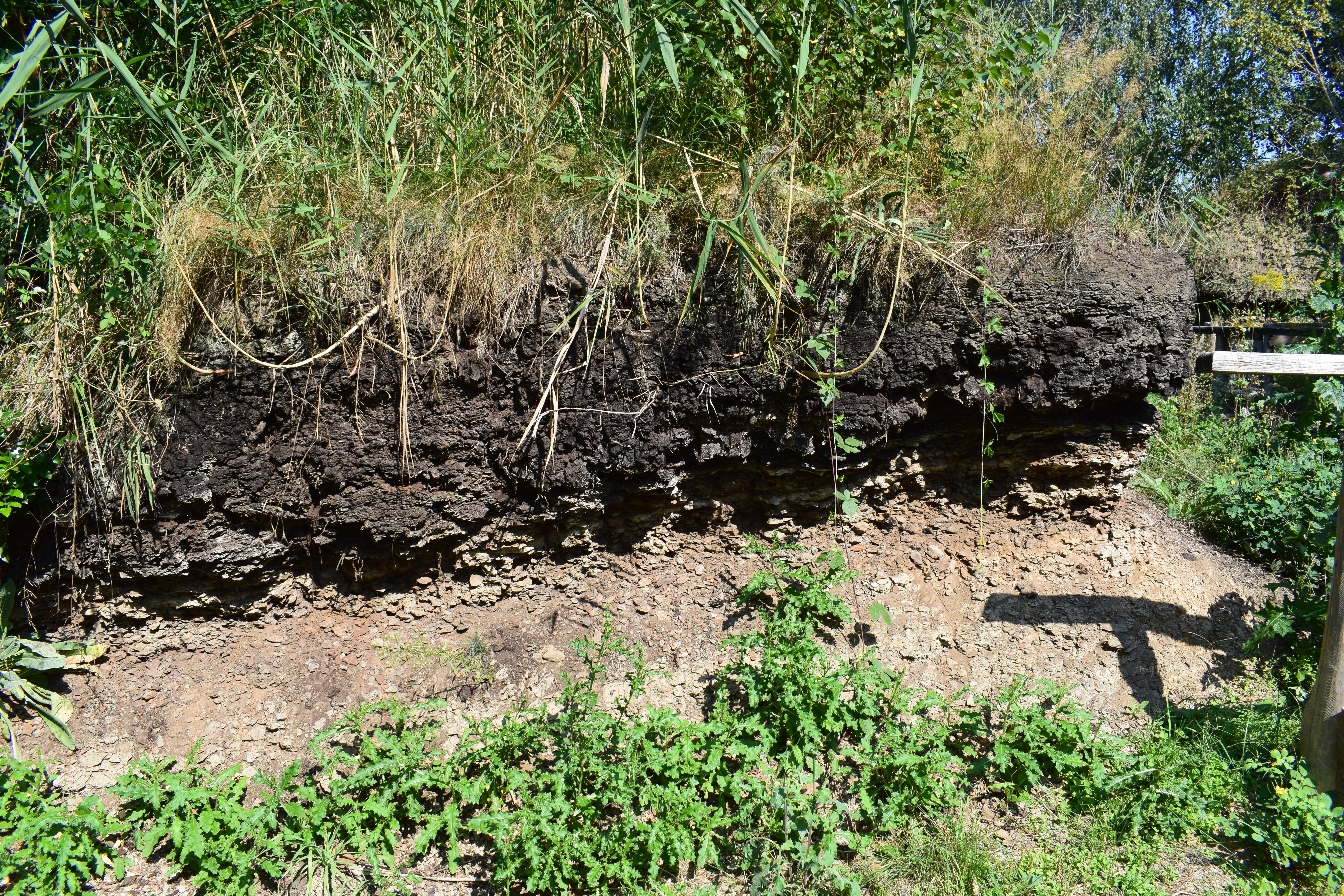
Geologischer Aufschluss